# 1990年田纳西州联邦参议员选举
1990年田纳西州联邦参议员选举于当年11月6日举行，以选出该州的联邦参议员。在此次选举中，民主党籍现任参议员阿尔·戈尔击败共和党对手威廉·R·霍金斯成功连任。这次选举的投票率刚刚超过注册选民的20%。戈尔以超过67%的得票率大胜，不仅比1984年的胜选优势更大，还赢下了全州所有县。相比之下，霍金斯的竞选经费有限、知名度低，而戈尔在田纳西州极具人气，竞选之初便拥有超过一百万美元的资金。由于戈尔胜券在握，本轮选举被认为“毫无悬念”。竞选议题包括财政责任及戈尔倾向自由派的投票记录。
截至2024年，这仍是民主党最后一次在田纳西州赢得联邦参议员选举，也是该州迄今为止最后一次所有县皆支持民主党参议员候选人的选举。

## 背景
1984年，尽管罗纳德·里根在同期总统选举中大获全胜，阿尔·戈尔仍成功逆转选情，以略高于60%的得票率击败共和党人维克托·阿什赢得参议员席位。与之形成鲜明对比的是，里根在田纳西州的总统选举中以58%比42%的得票率战胜民主党候选人沃尔特·蒙代尔。1990年选举是共和党总统乔治·H·W·布什任内的中期选举，而中期选举往往对执政党不利。

## 候选人及初选
- 阿尔·戈尔（民主党），现任参议员[5]
- 威廉·R·霍金斯（共和党），作家[5][6]

### 民主党初选
- 阿尔·戈尔，现任参议员[5]

戈尔在首次选举中大胜当选后，决定竞选连任。在民主党初选中，他没有遇到对手。《商业呼声报》的特里·基特认为，这种缺乏竞争的局面归因于戈尔在1984年参议员选举中的巨大胜利优势。

### 共和党初选
- 威廉·R·霍金斯，作家[6]
- 拉尔夫·H·布朗，退休人员，无政治经验[6]
- 帕特里克·K·黑尔斯，1986年田纳西州公共服务委员会落选候选人[6]

霍金斯是在田纳西保守联盟邀请下参选的。他认为戈尔是“南方最自由派的参议员”，无法真正代表田纳西人的观点。他还指出戈尔与其父老艾伯特·戈尔参议员的投票记录相似，并提到戈尔父亲曾败选。霍金斯的初选总预算仅为3,000美元。而布朗则认为，即使自己赢得提名也不可能在决选中击败戈尔，但仍希望借此机会宣传自己的主张。黑尔斯参选的原因是他觉得戈尔“脱离了田纳西民众”。尽管外界普遍认为戈尔将在大选中轻松取胜，共和党初选却竞争激烈，最终由霍金斯以微弱优势胜出。

## 决选
霍金斯的竞选资金非常有限，初选期间仅筹得3,000美元，而戈尔一开始便拥有约100万美元。截至选举日前两周，霍金斯共筹得1.2万美元，而戈尔已筹集到200万美元。选举结束时，霍金斯帐上资金为零，戈尔则尚余70多万美元。
霍金斯表示，他希望展开一场“田纳西州有史以来最有针对性的竞选活动”。他批评戈尔持有自由派立场，包括在死刑问题上的态度以及对1990年《民权法案》的支持。尽管戈尔在民主党内相对更支持军方，霍金斯仍指责他在国防问题上“软弱”。他指出联邦赤字在戈尔支持的部分政策下不断上升，并表示如果当选将致力于减税和削减政府开支。
《杰克逊太阳报》的编辑认为田纳西州本轮选举周期乏善可陈，指出戈尔与现任州长内德·麦克沃特连任几无悬念，并称“州长选举和参议员选举都令人昏昏欲睡。”1990年10月29日，距离选举日约两周，霍金斯承认自己的竞选“未能激起热情”，并表示即便在共和党内部其竞选也相对默默无闻。然而《商业呼声报》职员指出，田纳西州倾向保守，戈尔的自由派投票记录可能会在竞选中带来一定阻力。
由于国会事务缠身，戈尔在竞选期间大部分时间无法亲自参与拉票活动。其竞选团队仅投放了一条60秒的电视广告。在选前最后几天，戈尔前往田纳西州孟菲斯的多个地点造势，并在全州主要媒体市场播出了一档时长半小时的电视特别节目。相比之下，霍金斯因经费不足取消了原计划的全州新闻发布会，并未能播出已录制的广播广告。他还计划举办一场筹款晚宴，但因活动主要组织者去世而不得不取消。

### 选举结果
选举于1990年11月6日举行。戈尔与当年多数寻求连任的参议员一样成功连任，并以超过67%的得票率大胜，胜幅较上次有所提升。无党籍候选人查尔斯·戈登·维克和比尔·杰科克斯的得票率均约为1%，另有109张海选票投给了其他候选人。此次选举投票率略高于20%，与同期的州长选举相近。戈尔在全州所有县均获胜。戈尔在参议员选举中的胜幅比麦克沃特在州长选举中高出约7个百分点，霍金斯的表现则不如共和党州长候选人德怀特·亨利。
| 党派 | 党派               | 候选人            | 得票数  | 百分比  |
| ---- | ------------------ | ----------------- | ------- | ------- |
|      | 民主党             | 阿尔·戈尔（现任） | 529,914 | 67.72%  |
|      | 共和党             | 威廉·R·霍金斯     | 233,324 | 29.92%  |
|      | 独立候选人         | 比尔·杰科克斯     | 11,172  | 1.43%   |
|      | 独立候选人         | 查尔斯·戈登·维克  | 7,995   | 1.02%   |
|      | 海选票             | 海选票            | 109     | 0.01%   |
| 合计 | 合计               | 合计              | 782,514 | 100.00% |
|      | 民主党保持既有席位 |                   |         |         |

## 后续
1991年1月3日，戈尔与其他当选参议员一同由时任副总统丹·奎尔主持宣誓就任第102届美国国会。1992年当选副总统后，戈尔于1993年1月2日辞去参议员职务，田纳西州州长内德·麦克沃特任命哈伦·马修斯接替其职。在1994年的特别选举中，共和党人弗雷德·汤普森击败民主党人吉姆·库珀，赢得戈尔参议员席位的剩余任期。
截至2024年，这是民主党最后一次在田纳西州赢得联邦参议员选举，也是迄今为止包括诺克斯县、汉密尔顿县在内的多个县最后一次支持民主党参议员候选人。从1994年选举开始，民主党在该州的选情持续低迷。